# Hôtel de Salvador
L'hôtel de Salvador, puis hôtel de Lauris, est un bâtiment à Avignon, dans le département de Vaucluse.

## Histoire
Un premier prix-fait est donné au maçon Claude Brin pour la reconstruction de la maison, rue de la Masse. Ce prix-fait stipule qu'en cas de différend, les différentes parties se soumettraient à l'arbitrage de Jean Péru. Ce prix-fait est annulé et remplacé par un autre prix-fait donné le 7 mai 1706, accepté par François et Jean-Baptiste Franque, père et fils, aux mêmes conditions que le premier prix-fait. L'ouvrage est déclaré recevable par Jean Péru, le 10 juin 1713. Sur cet hôtel, Jean-Baptiste Franque, alors jeune architecte peu connu avant de se voir confié le chantier de l'hôpital Sainte-Marthe d'Avignon en 1718, est intervenu sur le chantier placé sous la direction de Jean Péru qui avait fait les plans. En 1713, Jean-Baptiste Franque a reconstruit entièrement l'escalier sur les plans de l'architecte Antoine d'Allemand.
Des dispositions intérieures d'origine, l'hôtel n'a conservé que la cage d'escalier avec une rampe en ferronnerie dont le prix-fait de Charles Giraud, serrurrier d'Avignon, et de Guillaume Poussin, serrurrier de Saint-Rémy-de-Provence, date de 1711.

## Protection
La façade sur la rue et l'escalier ont été inscrits au titre des monuments historiques le 4 octobre 1932 et l'hôtel est inscrit le 11 février 1998.